# Габор Цапо
Габор Цапо (угор. Gábor Csapó, 20 вересня 1950 — 27 листопада 2022) — угорський ватерполіст.
Олімпійський чемпіон 1976 року, бронзовий призер 1980 року.
Чемпіон світу з водних видів спорту 1973 року, срібний призер 1975, 1978, 1982 років.
Чемпіон Європи з водного поло 1974, 1977 років, срібний призер 1983 року.